# راشد قمبر
راشد قمبر (21 مارس 1994) لاعب كرة قدم بحريني يلعب حاليا لصالح نادي الدرجة الثانية البديع البحريني في مركز الظهير الأيسر من 2016 كما يجيد اللعب في مركز قلب الدفاع.

## الإنجازات

### الرفاع
- الدرجة الأولى (2): 2012، 2014
- كأس ملك البحرين (1): 2010
- كأس الاتحاد البحريني (1): 2014